# 丝光泥炭藓
丝光泥炭藓（学名：Sphagnum sericeum）为泥炭藓科泥炭藓属下的一个种。